# Хэммонд, Джон (блюзмен)
Джон Пол Хэммонд (англ. John Paul Hammond); род. 13 ноября 1942, Нью-Йорк, Нью-Йорк, США  — американский блюзовый  гитарист, певец, автор песен. Лауреат «Грэмми» в номинации «Лучший альбом традиционного блюза» (2010), номинант «Грэмми» (1985, 1993, 1995, 1997, 1999, 2006). Лауреат Blues Music Awards в номинациях «Альбом кантри/акустического блюза» (1993, 2002, 2015), «Исполнитель кантри/акустического блюза» (1994, 1995, 1996, 2003, 2004, 2011, 2015), номинант Blues Music Awards в номинациях «Исполнитель традиционного блюза» (1984, 1989), «Альбом традиционного блюза» (1984, 1999), «Альбом года» (2002), «Исполнитель акустического блюза» (1997, 1999, 2002), «Альбом акустического блюза» (2006). Член Зала славы блюза (2011). Сын Джона Генри Хэммонда, известного музыканта и влиятельного продюсера, члена Залов славы рок-н-ролла и блюза; иногда музыканта называют Джон Хэммонд-младший, чтобы отличать от отца. В основном играет на акустической гитаре (National Reso-Phonic) в стиле баррелхауз-буги. Один из немногих белых блюзовых музыкантов, которые были на сцене в начале первого блюзового ренессанса середины 1960-х годов; некоторые критики описывали Хэммонда как белого Роберта Джонсона. В подавляющем  большинстве исполняет каверы известных блюзовых песен, а не песни собственного авторства.

## Биография
Джон Пол Хэммонд родился в семье продюсера Джона Генри Хэммонда и актрисы Джемисон Макбрайд. По отцу является потомком Корнелиуса Вандербильта; его бабушкой была Эмили Вандербильт.
Он начал играть на гитаре в старшей школе, частично вдохновленный альбомом Джимми Рида. После школы поступил  в колледже Антиох, но после года учёбы, бросил колледж, чтобы заняться музыкальной карьерой. Выступал на фестивалях, в  кофейнях и барах на Восточном побережье, где привлёк к себе внимание. В 20 лет он дал интервью для The New York Times и стал уже довольно широко известен. К середине 1960-х годов он гастролировал по стране и жил в Гринвич-Виллидж. Свой дебютный альбом он записал в 1963 году, и только в течение 1960-х записал ещё семь альбомов. В 1966 году молодой Джими Хендрикс приехал в город в поисках работы, и Хэммонд предложил ему собрать группу для гитариста, а также устроил группу на работу в Cafe Au Go Go, где его увидел продюсер Чесс Чендлер, и уже через год Хендрикс стал большой звездой. В 1960-е Хэммонд подружился и записывался со многими музыкантами электрического блюза, включая Эрика Клэптона, Майка Блумфилда, доктора Джона, Дуэйна Оллмана и The Band.
За свою многолетнюю карьеру записал более тридцати альбомов, выступает и гастролирует по всему миру. Ещё в 2008 году дал свой 4000-й концерт. Последний свой альбом Timeless, собравший премии Blues Music Awards выпустил в 2014 году; после этого выходили лишь ранее записанные концертные альбомы.
В записях музыканта в качестве гостей принимали участие в частности такие музыканты, как Джон Ли Хукер, Рузвельт Сайкс, Дуэйн Оллмен, Рори Галлахер, Вилли Девиль, Майк Блумфилд, Том Уэйтс, Чарли Масселуайт. Он единственный человек, в чьей группе одновременно были Эрик Клэптон и Джими Хендрикс (в течение пяти дней в 1960-х, когда Хэммонд играл в The Gaslight Cafe в Нью-Йорке).
В 2011 году введён в Зал славы блюза, в 2012 году в Зал славы нью-йоркского блюза.
«Хэммонд отдает должное классическому блюзу, сочетая мощную игру на гитаре и губной гармошке с выразительным вокалом и достойным сценическим присутствием».
Том Уэйтс, с которым Хэммонда связывает многолетняя дружба, сказал что: «Звук Джона настолько притягателен, завершен, симметричен и проникновенен, из-за того, что в нём задействованы только его голос, гитара и губная гармошка, и поначалу невозможно представить, что его можно улучшить… Он — великая сила природы. Джон звучит как приближающийся большой поезд. Он сокрушает всех» h.
Blues Revue: «Он интерпретировал стандарты блюза, буги-вуги, кантри-блюз и свои оригинальные блюзовые композиции о любви, обретённой и потерянной через сложное повествование его собственной своенравной души… Блюз — это живое, дышащее и чувствующее явление, и Хэммонд на своем пятидесятом году в дороге является легендарным мастером живых выступлений».

## Дискография
- 1963 John Hammond (Vanguard Records)
- 1964 Big City Blues (Vanguard)
- 1965 Country Blues (Vanguard)
- 1965 So Many Roads]] (Vanguard)
- 1967 Mirrors (Vanguard)
- 1967 I Can Tell (Atlantic Records)
- 1968 Sooner or Later (Atlantic)
- 1969 Southern Fried (Atlantic)
- 1970 The Best of John Hammond (Vanguard)
- 1971 Source Point (Columbia Records)
- 1971 Little Big Man/Original Soundtrack (Columbia)
- 1972 I'm Satisfied (Columbia)
- 1973 Triumvirate  (Columbia)
- 1975 Can't Beat the Kid (Capricorn Records)
- 1976 John Hammond: Solo [live] (Vanguard)
- 1978 Footwork (Vanguard)
- 1979 Hot Tracks (Vanguard)
- 1980 Mileage (Rounder Records)
- 1982 Frogs for Snakes (Rounder)
- 1983 John Hammond Live (Rounder)
- 1984 Spoonful (Edsel)
- 1988 Nobody but You (Flying Fish Records)
- 1992 Got Love if You Want It (Point Blank Records/Virgin)
- 1993 You Can't Judge a Book by the Cover (Vanguard)
- 1994 Trouble No More (Point Blank/Virgin)
- 1996 Found True Love (Point Blank/Virgin)
- 1998 Long As I Have You (Point Blank/Virgin)
- 2000 The Best of the Vanguard Years (Vanguard)
- 2001 Wicked Grin (Point Blank/Virgin)
- 2003 At the Crossroads: The Blues of Robert Johnson (Vanguard)
- 2003 Ready for Love (Back Porch Records/Narada)
- 2005 In Your Arms Again (Back Porch/Narada)
- 2006 Live in Greece (Dynamic/MSI)
- 2007 Push Comes to Shove (Back Porch/Narada)
- 2009 Rough & Tough (Chesky Records)
- 2014 Timeless [live] (Palmetto Records)
- 2024 Bear's Sonic Journals: You're Doin' Fine (Owsley Stanley Foundation)